# Ровере (Тренто)
Ровере је насеље у Италији у округу Тренто, региону Трентино-Јужни Тирол.
Према процени из 2011. у насељу је живело 78 становника. Насеље се налази на надморској висини од 566 м.